# ريتشارد ك. غيرسون
ريتشارد ك. غيرسون (بالإنجليزية: Richard K. Gershon)‏ هو عالم مناعة وأستاذ جامعي أمريكي، ولد في 24 ديسمبر 1932 في نيويورك في الولايات المتحدة، وتوفي في 11 يوليو 1983 في نيو هيفن في الولايات المتحدة بسبب سرطان الرئة.